# ナナワツィン

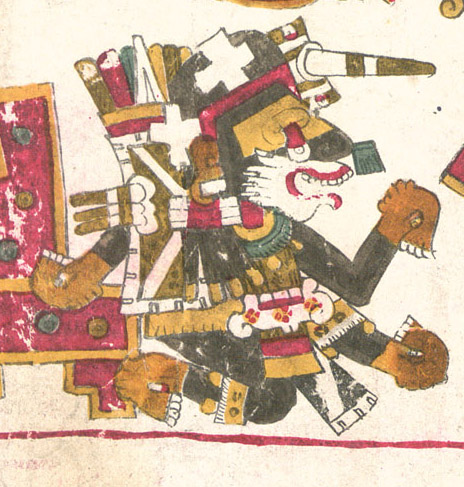
ボルジア絵文書に見えるナナワツィン

ナナワツィン（Nanahuatzin）またはナナワトル（Nanahuatl）は、アステカ神話の神。太陽の創造説話と食料起源説話に登場する。

## 太陽の創造
アステカ神話では、世界は創造と破壊を繰り返し、そのたびに新しい太陽が創造された。第5の太陽、すなわち現在の太陽である「4の動き」（ナウィ・オリン）の創造にナナワツィンが登場する。
ベルナルディーノ・デ・サアグンによると、世界がまだ闇のなかにあった時、テオティワカンに神々が集まって、太陽を創造するためにふたりの神を生贄にすることになった。ひとりは裕福だが高慢なテクシステカトルであり、もうひとりはみすぼらしいナナワツィンだった。ふたりはまず4日間にわたって儀式を行ったが、テクシステカトルは儀式にケツァールの羽根や宝石や黄金を使ったのに対し、ナナワツィンは草や彼自身の血を使った。炎の中に身を投じる段になって、テクシステカトルは4回にわたってためらったが、ナナワツィンは勇敢に炎に飛びこみ、太陽に変身して東の空に出現した。自分の臆病さを恥じたテクシステカトルもその後に飛びこんで第2の太陽に変身したが、神々はウサギを投げつけてその光を暗くし、月にした。
なお鷲とジャガーも太陽と月の創造に関連するが、火のなかに飛びこんだナナワツィンとテクシステカトルがまず鷲とジャガーに変身したとも、ナナワツィンとテクシステカトルの後から鷲とジャガーが飛びこんだとも解釈されている。鷲が太陽を追って火の中から出現したため、太陽は昇り鷲としても知られる。
太陽と月は東の空にあって動こうとしなかったため、神々は自らを生贄として捧げ、エエカトル（風神としてのケツァルコアトルの名前）が風を吹くことで太陽は動きだし、月もそれについて動きだした。

## 食料の起源
ナナワトル（ナナワツィン）という名前の神は、食料起源説話にも登場する。
『チマルポポカ文書』によると、ケツァルコアトルは山の地中に食料が蓄えられているのを発見した。ケツァルコアトルは黒アリに変身して山の地中にはいり、トウモロコシの実を取りだしてタモアンチャンに運んだ。オショモコとシパクトナル（現在の世界の最初の人間の男女）はこのトウモロコシを使って占いをし、ナナワトルが山を開くことができるという答を得た。ナナワトルは山を叩いて開き、トラロックたちがそこから中にはいってすべての食料を運びだした。
現在のプエブラ州ヤオナワク (Yaonáhuac) とウィツィラン (Huitzilan) のナワ族の伝承によると、ナナワトルは稲妻で、その頭をぶつけて山を破壊したとされる。